# Kanton Tallano-Scopamène
Tallano-Scopamène is een voormalig kanton van het Franse departement Corse-du-Sud. Het kanton maakte deel uit van het arrondissement Sartène. Het werd opgeheven bij decreet van 24 februari 2014 met uitwerking op 22 maart 2015.

## Gemeenten
Het kanton Tallano-Scopamène omvatte de volgende gemeenten:
- Altagène
- Aullène
- Cargiaca
- Loreto-di-Tallano
- Mela
- Olmiccia
- Quenza
- Sainte-Lucie-de-Tallano
- Serra-di-Scopamène (hoofdplaats)
- Sorbollano
- Zérubia
- Zoza